# Ahidous

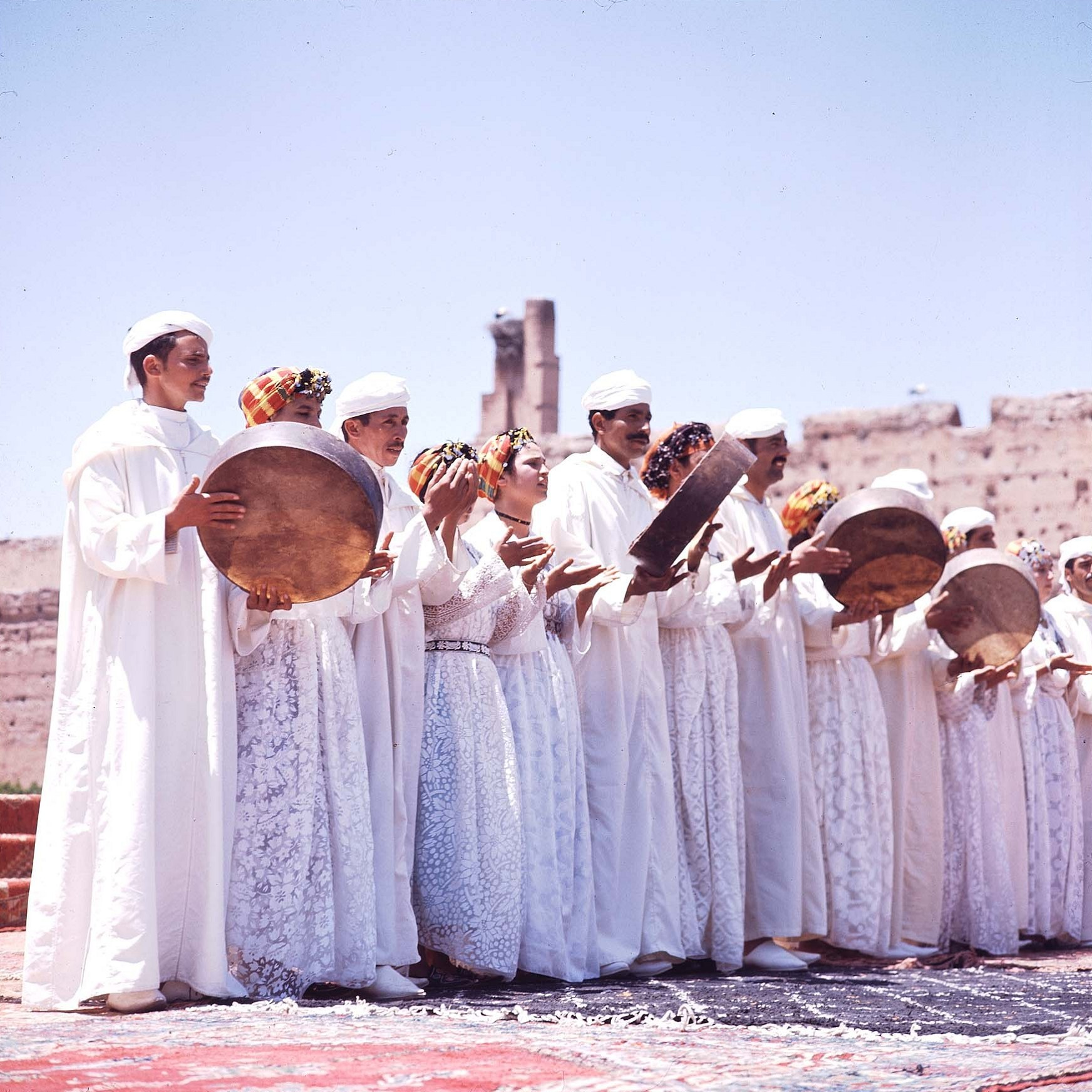

Ahidous (marokkanisches Tamazight ⴰⵃⵉⴷⵓⵙ Aḥidus) ist eine traditionelle Tanzform der Berberstämme im Mittleren Atlas in Marokko, die mit entsprechenden Perkussionsinstrumenten (Bendir) begleitet wird. Ähnlich wie der Ahouach im Hohen Atlas werden dabei teils weiße, teils farbenprächtige Kostüme und von den Frauen auch Berberschmuck getragen. Insbesondere in der Gegend von Khenifra und Oulmès ist dieser Tanz verbreitet und wird in den Dörfern häufig auch anlässlich des Endes der Erntezeit praktiziert.